# Judicus
Judicus is een voornaam voor jongens.

## Bekende naamdragers
- Henry Keizer, Judicus Marinus Henricus Jacobus Keizer (1960), Nederlands ondernemer en voormalig landelijk voorzitter van de Volkspartij voor Vrijheid en Democratie (VVD)
- Judicus Verstegen, Judicus Marinus Pieter Jan Verstegen (1933 - 2015), schrijver en chemicus